# Rodney King
Rodney Glen King (Sacramento, 2 april 1965 – Rialto, 17 juni 2012) was een Amerikaanse taxichauffeur die op 3 maart 1991 in het nieuws kwam bij zijn gewelddadige arrestatie door de politie van Los Angeles. Bij deze arrestatie (hij werd aangehouden wegens gevaarlijk rijgedrag) werd King uit zijn auto getrokken en herhaaldelijk zeer hard geslagen. Dit alles werd gefilmd vanuit een huis door een burger, die net een nieuwe camera had gekocht. Hij belde in eerste instantie de politie om te vragen wat er aan de hand was. Toen de politie hem geen antwoord wilde geven, nam hij contact op met het lokale televisiestation KTLA. De uitzending van de beelden leidde tot grote verontwaardiging en had verstrekkende gevolgen.
Aangenomen werd dat de hardhandige aanpak van de politie voortkwam uit het feit dat King Afro-Amerikaans was; de politie zou een racistisch motief gehad hebben. Later stelde de politie dat King te hard had gereden en drugs had gebruikt. De politieagenten werden in een rechtszaak inzake de vermeende mishandeling door een grotendeels blanke jury vrijgesproken van enige schuld. Deze uitspraak was de aanleiding voor grote rassenrellen in Los Angeles waarbij meer dan 50 mensen om het leven kwamen. Er waren plunderingen en ook werden verschillende auto's in brand gestoken. Op de 3e dag van de rellen verscheen King zwaar gehavend, onder andere met een schedelbasisfractuur, blijvende hersenschade en gebroken botten voor de camera’s waar hij het volk toesprak met “Can we all get along?”. Later bevond de federale rechter twee van de betrokken agenten wel schuldig en legde ze een gevangenisstraf op van 30 maanden. Aan King werd later een schadevergoeding toegewezen van de stad Los Angeles ter waarde van 3,8 miljoen dollar.
King was een symbool voor de strijd tegen racisme en discriminatie. In 2012 werd hij, op 47-jarige leeftijd, dood aangetroffen op de bodem van zijn zwembad. Men kwam tot de conclusie dat zijn dood een ongeluk was, met alcohol en drugs als bijdragende factoren.